# 山崎利男
山崎 利男（やまざき　としお、1929年11月 -　）は、日本の東洋史学者。インド史・日印交流史が専門。東京大学名誉教授。

## 来歴・人物
東京生まれ。1954年東京大学文学部東洋史学科を卒業。同年に東大東洋文化研究所助手。1959 - 61年にインド出張。その後、61年東洋文化研究所専任講師、64年助教授、72年まで東京大学文学部助教授も併任。72年に東洋文化研究所教授。1986 - 88年東文研所長・東大評議員・文献センター所長、90年定年退官、名誉教授、帝京大学教授、91年中央大学文学部教授。2000年退職。

## 著書
- 『世界の宗教 第6 神秘と現実 ヒンドゥー教』 淡交社､ 1969年
- 『<ビジュアル版>世界の歴史 4 悠久のインド』 講談社､ 1985年1月
- 『英吉利法律学校覚書』 中央大学出版部､ 2010年11月

## 共編著
- 『世界の文化地理 第3巻 インド・パキスタン・セイロン』 荒松雄・岩塚守公共編 講談社､ 1964年
- 『インド史における土地制度と権力構造』 松井透共編 東京大学出版会､ 1969年
- 『世界の歴史 3 東洋の古典文明』 松本雅明・山口修共著 社会思想社､ 1974年 (現代教養文庫)
- 『概説東洋史』 堀敏一共編(有斐閣選書)、 1979年7月
- 『アジア諸国の法制度』 安田信之共編 アジア経済研究所､ 1980年3月 (経済協力調査資料)
- 『物語世界史への旅』 大江一道共著 山川出版社､ 1981年8月
- 『日本とインド交流の歴史』 高橋満共編 (三省堂選書)、1993年2月､

## 翻訳
- 『インド古代史』 コーサンビー 岩波書店、 1966年
- 『古代インドの歴史』 R.S.シャルマ 山崎元一共訳 山川出版社、 1985年8月

## 記念論集
- 『菊池英夫教授山崎利男教授古稀記念アジア史論叢』 中央大学東洋史学研究室 刀水書房、 2000年3月